# ويليام د. راسيل (مؤرخ)
ويليام د. راسيل (بالإنجليزية: William D. Russell)‏ هو مؤرخ أمريكي، ولد في 1938.